# Tobias Smollett
Tobias George Smollett (pokřtěn 19. března 1721 – 17. září 1771) byl skotský spisovatel, známý především pro svůj pikareskní román Dobrodružství Rodericka Randoma (The Adventures of Roderick Random, 1748), který je pokládán za vůbec nejlepší dílo tohoto žánru v celé anglické literatuře.
Narodil se v dnešním Rentonu v oblasti West Dunbartonshire v rodině soudce. Vystudoval medicínu, zkoušel v Londýně štěstí jako dramatik, nebyl ale úspěšný a stal se proto lodním lékařem. V této funkci se zúčastnil několika námořních bitev a získal hořké zkušenosti ohledně lidstva. Usadil se na Jamajce, posléze se vrátil a zřídil si praxi v Londýně. V roce 1747 se oženil s bohatou Jamajčankou.
Již dříve publikoval několik básní (z nichž nejvýznamnější je báseň Slzy Skotska, Tears of Scotland), ale úspěch získal až pro svůj nejslavnější román, Dobrodružství Rodericka Randoma, v němž využil svých zkušeností ze služby u námořnictva. Po velkém úspěchu vydal ještě několik dalších úspěšných pikareskních románů, Dobrodružství Peregrina Pickla (The Adventures of Peregrine Pickle, 1751) a Dobrodružství Ferdinanda, hraběte Fathoma (The Adventures of Ferdinand Count Fathom, 1753).
Stal se jednou z vůdčích literárních osobností své doby, přeložil do angličtiny mimo jiné Cervantesova Dona Quijota a Voltairova Candida, vydával literárněkritický časopis Kritická revue (The Critical Review). V letech 1757–1765 pracoval na rozsáhlém historickém spisu Úplná historie Anglie (A Complete History of England). V roce 1760 byl krátce uvězněn pro pomluvu, ve vězení napsal další román. Po tragické smrti své dcery cestoval po Francii a Itálii, o čemž vydal cestopis, v němž ale obě země hodnotí dost skepticky. Napsal ještě několik románů, poslední z nich byla Výprava Humphryho Clinkera (The Expedition of Humphry Clinker, 1771), žádný z nich ale nepřekonal jeho prvotinu.
Jeho romány představují realistický, až naturalistický vhled do soudobé anglické společnosti, kterou hodnotí velmi pesimisticky, bezohledně ji kritizuje. Nepostrádají sice smysl pro humor, ale jsou velmi hořkou a cynickou satirou. Zobrazuje groteskní a podivínské postavy, ukazuje brutální a hořké obrazy z anglického života. Má ale velmi kladný vztah k rodnému Skotsku, které ve svých dílech vášnivě obhajuje.